# هندریکیه فان آندل-سخیپر
هندریکیه فان آندل-سخیپر (هلندی: Hendrikje van Andel-Schipper؛‏ [ˈɦɛndrɪkjə vɑn ˈɑndəl ˈsxɪpər]؛ ‏ ۲۹ ژوئن ۱۸۹۰ – ۳۰ اوت ۲۰۰۵) یک زن ابرصدساله اهل هلند که ۱۱۵ سال و ۶۲ روز زندگی کرد. او پیرترین فرد هلندی است که رکورد قبلی کاترینا فان دام را در ۲۶ سپتامبر ۲۰۰۳ شکست و از ۲۹ مه ۲۰۰۴ مسن‌ترین فرد تأیید شده در جهان بود. او در ۱۶ فوریه ۲۰۰۱ هم با سن ۱۱۰ سال و ۲۳۲ روز، مسن‌ترین فرد زنده در هلند شد.

## زندگی‌نامه
فان آندل-سخیپر با نام هندریکه سخیپر در اسمیلده روستای کوچکی در درنته به دنیا آمد. او نارس به دنیا آمد و شک و تردیدهایی وجود داشت که زنده نخواهد ماند. با این حال، به لطف مراقبت مداوم مادربزرگش در چهار هفته اول زندگی، او بهبود یافت و شرایط جسمی‌اش بهتر شد. در سن پنج سالگی در نخستین روز مدرسه، او دوباره بیمار شد و به توصیه یک پزشک محلی دیگر مدرسه رفت. پدرش که مدیر یک مدرسه محلی بود، به او خواندن و نوشتن آموخت.
او از دوران جوانی به تئاتر علاقه داشت، اما پس از مخالفت مادرش تصمیم گرفت که حرفه بازیگری را دنبال نکند و به جای آن معلم خیاطی و سوزن‌دوزی شد. او در سن ۴۶ سالگی با شوهر آینده اش دیک فان آندل که در آمستردام کار می‌کرد، آشنا شد. او در ۴۷ سالگی سرانجام خانه والدینش را ترک کرد و در سال ۱۹۳۹ با دیک فان آندل، بازرس مالیاتی مطلقه ازدواج کرد و نام خط خانوادگی‌اش را به فان آندل-سخیپر تغییر داد (در هلند مرسوم بود که نام خانوادگی دوشیزگی در کنار نام خانوادگی همسر قرار گرفته و با یک خط تیره از هم جدا شود).
در طول جنگ جهانی دوم او و همسرش به هوخه‌فین نقل مکان کردند، که او مجبور شد جواهراتش را خرد خرد بفروشد تا در زمان اشغال آلمان به پرداخت هزینه غذای خانواده کمک کند. شوهرش در سال ۱۹۵۹ بر اثر سرطان درگذشت. او در سال ۱۹۹۰ پس از تشخیص سرطان پستان در ۱۰۰ سالگی تحت عمل ماستکتومی قرار گرفت. او تا پیش از نقل مکان به خانه سالمندان در سن ۱۰۵ سالگی، به تنهایی در خانه‌اش زندگی می‌کرد.
فان آندل-سخیپر با مرگ «ماریا ترزا فومارولا لیگوریو» در ماه مه ۲۰۰۳ مسن‌ترین زن شناخته‌شدهٔ اروپا شد و با مرگ «جوآن ریوداوتس» در مارس ۲۰۰۴ مسن‌ترین زن تأییدشده اروپا شد. پس از مرگ شارلوت بنکنر در اوایل ماه مه ۲۰۰۴، فان آندل-سخیپر به عنوان دومین فرد مسن‌ترین شناخته شده در جهان پس از «رامونا نرینیداد ایگلسیاس-جردن» نمود که مرگش در ماه بعد، فان آندل-سخیپر را با ۱۱۳ سال و ۳۳۵ روز، ظاهراً مسن‌ترین فرد جهان باقی گذاشت. با این حال، ماریا کاپوویلا از اکوادور پیرتر از او بود، اما در آن زمان ادعای او هنوز تأیید نشده بود.
فان آندل-سخیپر برای تولد ۱۱۵ سالگی خود در سال ۲۰۰۵ با عروس بئاتریکس هلند هلند و هیئتی از باشگاه فوتبال آژاکس آمستردام ملاقات کرد. آخرین باری که تیم آژاکس با او ملاقات کرد، او از این شکایت کرد که سایر ساکنان خانه سالمندان او «دهاتی‌های جاهلی هستند که فوتبال را نمی‌فهمند». او از زمانی که بیش از ۸۰ سال قبل که برای تماشای یکی از مسابقه‌های این تیم در ورزشگاه حاضر شد، طرفدار باشگاه فوتبال آژاکس آمستردام بود. در آخرین سالهای زندگی، او آخرین شهروند هلندی بود که در زمان پادشاهی ویلیم سوم که در سال ۱۸۹۰ درگذشته بود، متولد شد.
فان آندل-سخیپر گفته بود که راز طول عمرش& خوردن روزانهٔ یک وعده شاه‌ماهی و نوشیدن آب پرتقال است. او بعداً به شوخی «نفس کشیدن» را اضافه کرد. در موقعیتی دیگر، توصیه‌های زیر را کرد: «سیگار نکشید و الکل زیاد ننوشید. فقط مقدار اندکی آتفوکات با خامه در روزهای یکشنبه و تعطیلات و باید از لحاظ بدنی هم فعال بمانید.»

## مرگ
هندریکیه فان آندل-سخیپر در ۳۰ اوت ۲۰۰۵، دو ماه پس از تولد ۱۱۵ سالگی اش، در خواب درگذشت. او تا زمان مرگش هوشیاری ذهنی خود را حفظ کرده بود، اما از ضعف فزاینده جسمی رنج می‌برد. چند روز قبل از مرگش، او به مدیر خانه سالمندانش، یوهان بایرینگ گفت که «تا حالا که زندگی خوبی بوده، اما مرد طبقه بالایی می‌گوید وقت رفتن است». او وقتی ۸۲ سالگه بود موافقت کرد که بدنش را به علم پزشکی تقدیم کند. کالبد شکافی در دانشگاه خرونینگن نشان داد که او بر اثر یک سرطان معده تشخیص‌داده‌نشده درگذشته و تومور درون معده او به اندازه یک مشت کوچک بود. در زمان مرگ، او دومین فرد مسن زنده جهان پس از ماریا کاپوویلا بود.
در ژوئن ۲۰۰۸، گرت هولشتگ، استاد دانشگاه خرونینگن، پس از تجزیه و تحلیل مغز فان آندل-سخیپر پس از مرگش گفت که نشانه‌های ناچیزی از انواع مشکلات در مغز وجود دارد، برخی از آنها مربوط به بیماری آلزایمر است که معمولاً در افرادی که تا سنین بالا زنده می‌مانند دیده می‌شود به گفته هولشتگ، مغز او اولین مغز شناخته شده در چنین سن پیشرفته ای بود که «این مشکلات را نداشت».
ژنوم کامل فان آندل-سخیپر توسط مرکز پزشکی دانشگاه VU در آمستردام، که در حال تحقیق بر روی ژن‌های طول عمر هستند، تجزیه و تحلیل شده است. کالبد شکافی او هیچ اثری از زوال عقل را نشان نداد که برخی از دانشمندان آن را بخشی اجتناب ناپذیر از سیر پیری می‌دانند.